# Landergemmolen
De Landergemmolen is een windmolen in de West-Vlaamse plaats Anzegem, gelegen aan de Landergemstraat 34, in het gehucht Sterhoek.
Deze standerdmolen met open voet fungeerde als korenmolen.

## Geschiedenis
In 1418 was er al sprake van een windmolen op deze plaats. Deze behoorde tot de heerlijkheid Anzegem. De molen werd tijdens de godsdiensttwisten, na 1566, verwoest en begin 17e eeuw herbouwd. In 1781 kreeg de molen een grondige opknapbeurt, waarbij ook een nieuwe standerd werd aangebracht.
In 1901 werd in een bijgebouw een stoommachine geplaatst, en wel une machine à vapeurpour fournir la force motrice au moulin à defaut de vent. In 1942 werd het windbedrijf beëindigd. De molen raakte in verval en in 1963 stortte de kap in. Herstel volgde in 1970-1972 en in 1991 werd de molen weer draaivaardig gemaakt. Niettemin verzakte de molen door de slechte staat van de teerlingen. In 2021 kende de Vlaamse overheid een premie van 150.161,33 euro toe voor de restauratie van de Landergemmolen.
- Inventaris van het Bouwkundig Erfgoed (Vlaanderen): 81456